# Stephanie Kaiser

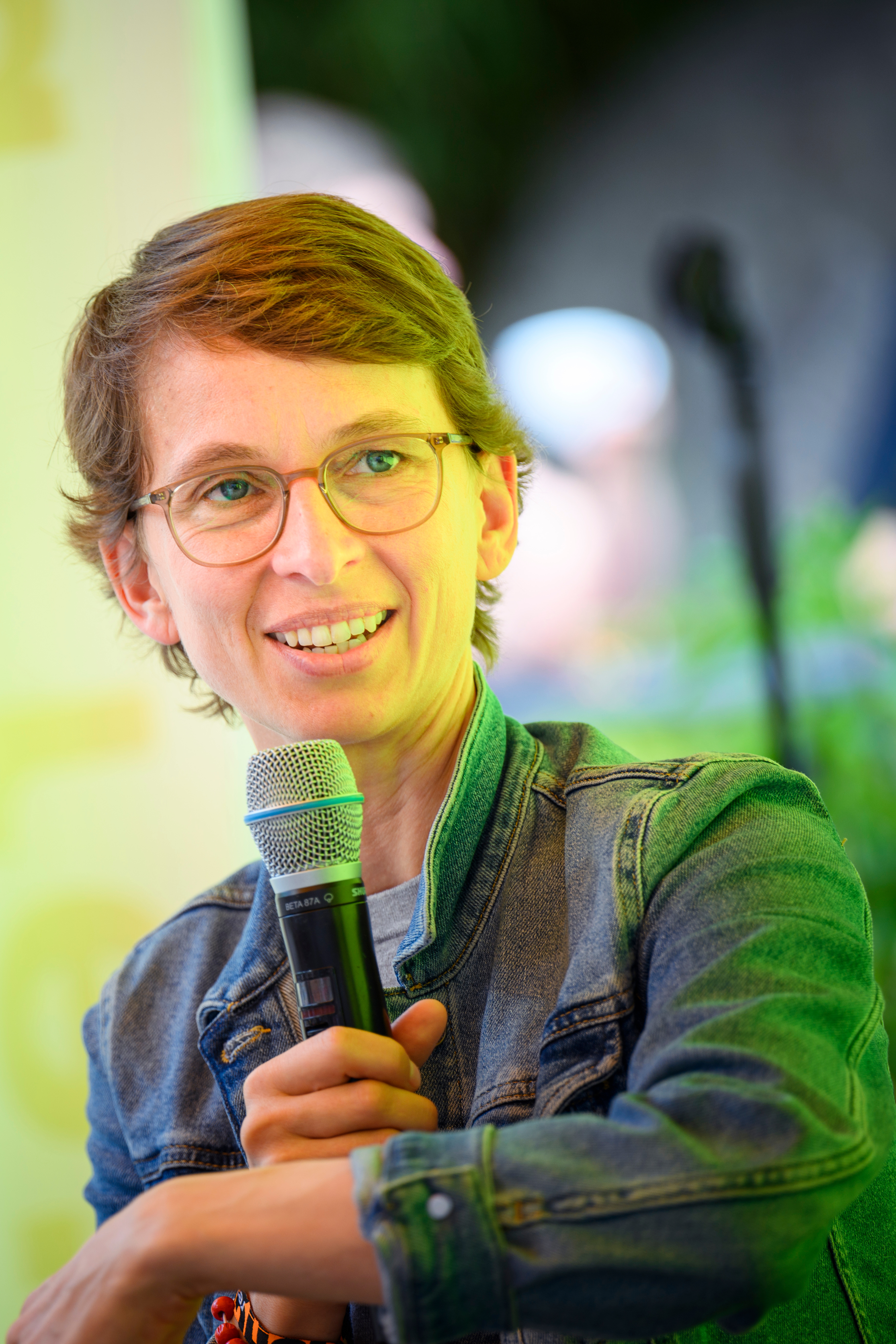
Stephanie Kaiser (2023)

Stephanie Kaiser (* 14. April 1982 in Rostock) ist eine deutsche IT-Managerin und -Unternehmerin. Nach mehr als zehn Jahren Tätigkeit als Managerin bei verschiedenen Unternehmen gründete sie mit Eckhardt Weber 2017 das Unternehmen Heartbeat Labs, das sie seither als Geschäftsführerin leitet. Im August 2018 wurde sie in den neu geschaffenen Digitalrat der deutschen Bundesregierung berufen.

## Leben und Wirken
Nach ihrem Abitur 2000 in Rostock verbrachte Kaiser ein Jahr in Paris. Anschließend studierte sie Romanistik und Bibliotheks- und Informationswissenschaften an der Humboldt-Universität in Berlin.
Ab 2004 war Kaiser als Projekt- und Produktmanagerin bei verschiedenen Unternehmen tätig, darunter den Klingelton- und Handyspieleproduzenten Jamba, das Fernsehnetzwerk MTV Networks und ab 2009 beim Computerspielhersteller Wooga. Dort stieg sie 2011 zur Head of Studio auf. Im gleichen Jahr begann Kaiser, als Beraterin für den Startup-Inkubator HackFwd und verschiedene Großunternehmen zu arbeiten. 2014 verließ sie Wooga und war 2015 Teil des Gründungsteams von Memorado. Von 2016 bis zur Gründung von Heartbeat Labs war sie für Biowink tätig.
Seit 2020 ist Stephanie Kaiser Aufsichtsrätin von DigitalService4Germany, der Digital-Agentur der Bundesregierung.
Kaiser ist verheiratet und hat zwei Kinder.